# Scufundare cu submersibilul lock-in/lock-out
Scufundarea cu submersibilul lock-in/lock-out (LILO) este scufundarea profesională de mare adâncime în care transportul scafandrilor sub apă este realizat cu ajutorul unui submersibil special conceput.

Metoda este asemănătoare cu scufundarea în sistem turelă-cheson, obținându-se o autonomie mai mare de scufundare.
Submersibilul lock-in/lock-out (LILO) are două compartimente principale numite și sas-uri:
- un sas uscat, ce se află la presiune atmosferică
- un sas presurizat sau umed pentru scafandri.

## Compartimentul uscat
Compartimentul uscat este destinat pilotajului și controlul instalațiilor de bord.

Instalațiile din sasul uscat sunt complexe serving pentru navigație, manevrare, comunicații radio, compresia și decompresia scafandrilor, alimentare cu amestec respirator, energie pentru uneltele de lucru subacvatice etc.

## Compartimentul presurizat
Compartimentul presurizat are rol de sas pentru echiparea și dezechiparea scafandrilor, efectuării decompresiei, depozitării uneltelor și dispozitivelor de lucru în apă.
Submersibilul lock-in/lock-out este o combinație între un submersibil, turelă de scufundare și cheson de decompresie.

Submersibilul poate fi cuplat la o barocameră hiperbară aflată pe puntea navei suport în care scafandrii pot continua decompresia la un grad sporit de confort și securitate.
Submersibilul lock-in/lock-out a fost conceput și realizat de francezul Prosper Antoine Payerne în anul 1846 cunoscând o mare dezvoltare în ultimele decenii, când s-au realizat în multe țări din lume o serie de modele, arătate și în tabel.

## Submersibile purtătoare de scafandri lock-in/lock-out
| Denumire            | Constructor                                               | An constr. | Armator                                                                           | Adâncime (m) | Greutate (t) | Viteză (Nd) | Echipaj |
| ------------------- | --------------------------------------------------------- | ---------- | --------------------------------------------------------------------------------- | ------------ | ------------ | ----------- | ------- |
| ARGYRONETE          | C.E.M.A.-Franța                                           |            |                                                                                   | 650          | 282          | 4           | 10      |
| ARIES I             | Hydro Dynamics-Canada                                     |            | Acad.de Științe (U.R.S.S.)                                                        | 400          | 14           | 3           | 6       |
| BEAVER              | Rockwell Corp.-S.U.A.                                     | 1968       | I.U.C.-S.U.A.                                                                     | 823          | 15,4         | 5,7         | 4       |
| BRUKER-AT2          | Bruker Physik-R.F.G.                                      | 1971       | Bruker Physik-R.F.G.                                                              | 200          | 9,1          |             | 4       |
| DEEP DIVER          | Perry-S.U.A.                                              | 1968       | Marine Sciences-S.U.A.                                                            | 450          | 8,2          | 3           | 4       |
| DEEP JEEP           | U.S.Navy Arhivat în 16 ianuarie 2008, la Wayback Machine. | 1964       | Scripps Institute Arhivat în 14 septembrie 2002, la Biblioteca Congresului-S.U.A. | 610          | 4            | 2           | 2       |
| G.P.S.              | Kockmus-Suedia                                            |            |                                                                                   | 350          | 12,5         |             | 26      |
| JOHNSON SEA LINK I  | Alcoa-S.U.A.                                              | 1971       | Smithsonian Institute-S.U.A.                                                      | 300          | 10,7         | 1,25        | 3       |
| JOHNSON SEA LINK II | Harbour Branch Found.-S.U.A.                              | 1975       | Smithsonian Institute-S.U.A.                                                      | 330          | 9,5          |             | 4       |
| L I                 | Perry-S.U.A.                                              | 1973       | British Oceanics                                                                  | 360          | 14           |             | 4       |
| LR 4                | Vickers Slingsby-U.K.                                     | 1978       | British Oceanics                                                                  | 457          | 20           |             | 5       |
| LR 5                | Vickers Slingsby-U.K.                                     | 1978       | British Oceanics                                                                  | 457          | 20           |             | 5       |
| MERMAID 3 & 4       | Bruker Physik-R.F.G.                                      | 1975       | I.U.C.-S.U.A.                                                                     | 200          | 10,5         | 2           | 4       |
| MERMAID VI A        | Bruker Physik-R.F.G.                                      | 1979       | Mediterranian Navy                                                                | 600          | 19,5         |             | 5       |
| MERMAID VI B        | Bruker Physik-R.F.G.                                      | 1980       | Mediterranian Navy                                                                | 600          | 19,5         |             | 5       |
| MOANA III, IV & V   | Comex-Franța                                              | 1976       | Comex S.A.-Franța                                                                 | 400          | 9,9          | 2,5         | 3       |
| PC-12               | Perry-S.U.A.                                              |            |                                                                                   |              | 305          | 14          | 5       |
| PC-15               | Perry-S.U.A.                                              |            |                                                                                   |              | 15           | 5           |         |
| PC-17               | Perry-S.U.A.                                              |            |                                                                                   | 600          | 20           |             | 4       |
| PC-1202             | Perry-S.U.A.                                              | 1975       | Intersub Arhivat în 17 martie 2010, la Wayback Machine.-Franța                    | 305          | 7,3          | 3           | 2       |
| PC-1801 & 1802      | Perry-S.U.A.                                              | 1977       | British Oceanics                                                                  | 300          | 10,9         |             | 4       |
| PC-1803             | Peryy-S.U.A.                                              | 1978       | Supersec. Transp. Ltd.                                                            | 300          | 12,2         |             | 4       |
| PC-1804             | Perry-S.U.A.                                              | 1977       | Perry-S.U.A.                                                                      | 300          | 12           | 2,5         | 4       |
| PRV 2               | Pierce-S.U.A.                                             | 1976       | Pierce Submarines Inc.-S.U.A.                                                     | 300          | 8,5          |             | 3       |
| SDL-1               | Hyco-Canada                                               | 1970       | Canadian Navy                                                                     | 610          | 11,8         | 1,5         | 5       |
| SHELF DIVER         | Perry-S.U.A.                                              | 1968       | Marine Nationale-Franța                                                           | 240          | 9            | 3,5         | 3       |
| SKADOC              | Skadoc-Olanda                                             | 1973       | Skadoc-Olanda                                                                     | 305          | 3            | 5           | 2       |
| SM-358              | Comex-Franța                                              | 1978       | I.R.C.M.-România                                                                  | 300          | 12,5         | 3           | 5       |
| SM-358              | Comex-Franța                                              | 1979       | China                                                                             | 300          | 12,5         |             | 5       |
| SM-359              | Comex-Franța                                              | 1980       |                                                                                   | 300          | 18           | 3           | 5       |
| SM-360              | Comex-Franța                                              | 1981       |                                                                                   | 300          | 25           | 4           | 5       |
| SM-369              | Comex-Franța                                              | 1981       |                                                                                   | 300          | 65           | 2           | 6       |
| TINRO 1 & 2         | Ghiproribflot-U.R.S.S.                                    | 1973       | Tinro-U.R.S.S.                                                                    | 300          | 65           | 5,7         | 6       |
| TS-1                | Perry-S.U.A.                                              | 1964       | Taylor Services-S.U.A.                                                            | 410          | 10           | 4,5         | 3       |
| URF                 | Kockmus-Suedia                                            | 1977       | Royal Swedish Navy                                                                | 460          | 50           | 3           | 5       |
| VOL-L1              | Perry-S.U.A.                                              | 1973       | Vickers Oceanics-U.K.                                                             | 360          | 14,5         | 3,4         | 5       |